# Gare de L’Isle – Fontaine-de-Vaucluse
Gare de L’Isle – Fontaine-de-Vaucluse – stacja kolejowa w L’Isle-sur-la-Sorgue, w departamencie Vaucluse, w regionie Prowansja-Alpy-Lazurowe Wybrzeże, we Francji.
Została otwarta w 1868 przez Compagnie des chemins de fer de Paris à Lyon et à la Méditerranée. Jest stację Société nationale des chemins de fer français (SNCF), obsługiwaną przez pociągi TER Provence-Alpes-Côte d’Azur.

## Położenie
Stacja znajduje się na linii Awinion – Miramas, w km 23,240, na wysokości 59 m, pomiędzy stacjami Le Thor i Cavaillon.

## Linie kolejowe
- Awinion – Miramas
- Orange – L'Isle - Fontaine-de-Vaucluse